# Dynamenella taurus
Dynamenella taurus är en kräftdjursart som beskrevs av Barnard 1940. Dynamenella taurus ingår i släktet Dynamenella och familjen klotkräftor. Inga underarter finns listade i Catalogue of Life.